# Ciclone Amphan

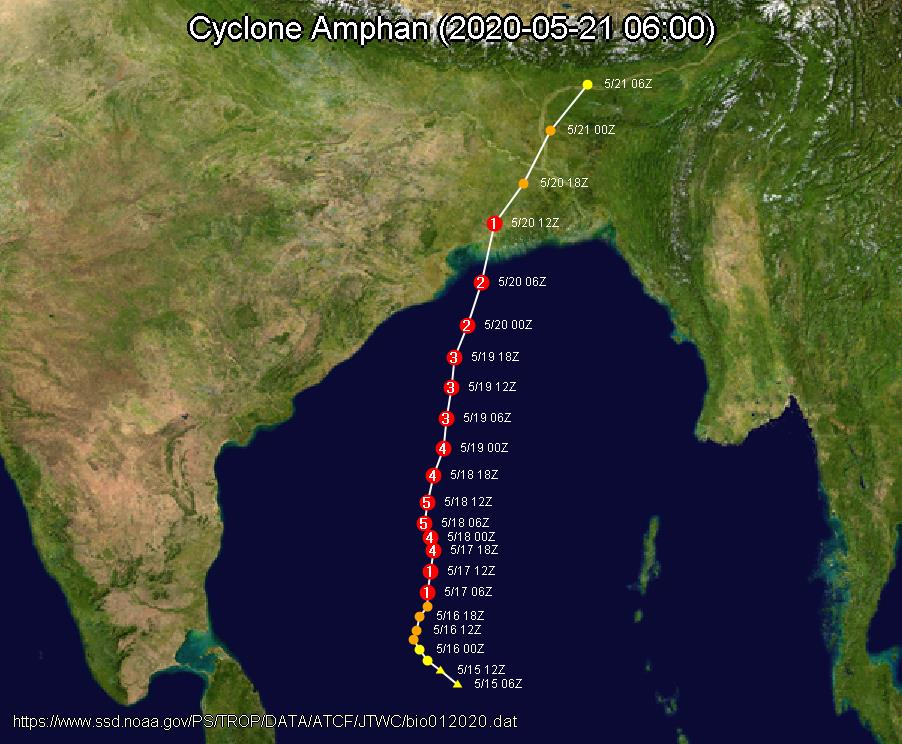

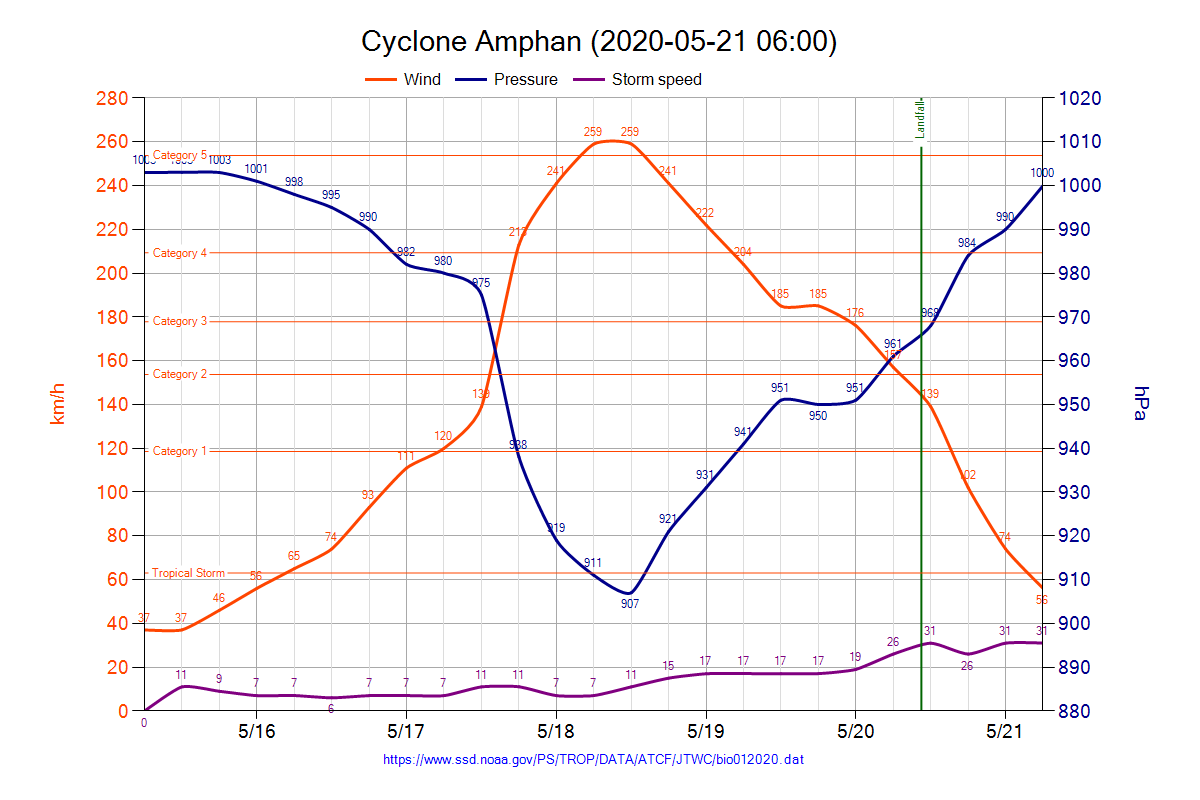

Il ciclone Amphan è stato un ciclone tropicale che ha colpito l'India e il Bangladesh dal 16 al 21 maggio 2020. È stato il più forte ciclone tropicale a colpire il delta del Gange dal ciclone Sidr della stagione 2007 e la prima tempesta super ciclonica che si è verificata nel Golfo del Bengala dal ciclone Odisha del 1999.